# Carl von Wagner
Carl von Wagner (1843-1907) a fost un inginer constructor în SUA și Mexic. Baronul Carl von Wagner a studiat între anii 1859 - 1862 la Școala Politehnică din Dresda cu comilotonul său Theodor Albrecht a înființat o școală care ajunge ulterior Corporația academică a Universității din Dresda. In anul 1871 întemeiază Wagner în Chicago (SUA) o firmă proprie de construcții de căi ferate și poduri. In anul 1882 părăsește firma fiind solicitat de guvernul mexican ca funcționar de stat să preia conducerea  construcțiilor din Ciudad de Mexico. După un an preia conducerea lucrărilor pentru construcția de cale ferată de pe Istmul de la Tehuantepec. Lucrările au fost întârziate din cauza greutăților întâmpinate la străbaterea junglei din regiune, prin îmbolăvirile de holeră și malarie. Linia ferată fiind terminată abia în anul 1888, an în care s-a reușit legătura dintre Golful Mexic și Oceanul Pacific. Ulterior a mai construit Carl von Wagner în Mexic, 27 de linii de cale ferată, cinci poduri, fiind în același timp îndrumător tehnic a firmei din SUA. Se întoarce ca persoană bogată la Dresda după 27 de ani petrecuți în străinătate.